# Paul Brunat
Paul Brunat (Bourg-de-Péage, 30 juin 1840 - Paris, 7 mai 1908) était un technicien de la soie français qui a joué un rôle important dans les relations économiques entre la France et le Japon, la Chine et l'Indochine. 
C'est le fils de François Brunat, un industriel de la soie maire de Bourg-de-Péage (1852-1856).
En 1866, Paul Brunat est envoyé à Yokohama (Japon) par la maison de commerce de la soie lyonnaise Hecht-Lilientahl en tant qu'« inspecteur des soies ». 
Entre 1867 et 1870 il est employé par Hecht-Lilientahl, avant que le gouvernement japonais et Shibusawa Eiichi le choisissent pour la construction et la direction de la première filature moderne du Japon : la filature de soie de Tomioka (富岡製糸場, Tomioka seishijō).

## Hommages
Lors d’une exposition à Lyon en 2009, l’ambassadeur du Japon en France,Yutaka Iimura (ja)  a déclaré : « Sur le plan industriel par exemple, un Français, originaire de la région de Lyon, est particulièrement connu pour son apport considérable au projet de modernisation du Japon. Il s’agit de Paul Brunat, qui conseilla et dirigea la construction et les débuts de l’activité de la filature de Tomioka. Celle-ci fut la première du Japon à être équipée de métiers mécaniques et se situe à environ 100 km au Nord de Tokyo. Sans l’aide de la France, la modernisation du Japon aurait sûrement été très différente,, ».
En septembre 2016 a commencé le tournage d’un film, produit par la ville de Tomioka et par la société de production NHK Entreprises : Akai tasuki – La Chronique de Tomioka (en français dans le texte) qui raconte l'histoire de Paul Brunat et de la filature. Ce film est prévu pour sortir sur les écrans au Japon en septembre 2017. Les rôles de Paul Brunat et de son épouse Émilie sont interprétés par Vincent Giry, un acteur français et Noémie Nakai, une actrice franco-japonaise.